# Orientophila
Orientophila is een geslacht van korstmossen behorend tot de familie Teloschistaceae. De typesoort is Orientophila subscopularis.

## Soorten
Volgens Index Fungorum telt het geslacht 13 soorten (peildatum december 2023):
| Soortnaam                    | Auteur(s)                                     | Publicatiejaar |
| ---------------------------- | --------------------------------------------- | -------------- |
| Orientophila chejuensis      | (S.Y. Kondr. & Hur) S.Y. Kondr., Lőkös & Hur  | 2017           |
| Orientophila corticola       | B.G. Lee                                      | 2020           |
| Orientophila diffluens       | (Hue) S.Y. Kondr., Lőkös & Hur                | 2017           |
| Orientophila dodongana       | S.Y. Kondr., Lőkös & Hur                      | 2019           |
| Orientophila dodongensis     | S.Y. Kondr., Lőkös & Hur                      | 2017           |
| Orientophila fauriei         | S.Y. Kondr., Lőkös & Hur                      | 2016           |
| Orientophila imjadoensis     | S.Y. Kondr., Lőkös & Hur                      | 2019           |
| Orientophila incheonensis    | S.Y. Kondr., Lőkös & Hur                      | 2019           |
| Orientophila infirma         | I.V. Frolov, Vondrák, Konoreva & S. Chesnokov | 2021           |
| Orientophila jungakimiae     | S.Y. Kondr., S.O. Oh & Hur                    | 2016           |
| Orientophila leucoerythrella | (Nyl.) S.Y. Kondr., Lőkös & Hur               | 2017           |
| Orientophila loekoesii       | (S.Y. Kondr. & Hur) Arup, Søchting & Frödén   | 2013           |
| Orientophila yokjidoensis    | S.Y. Kondr., S.O. Oh & Hur                    | 2016           |